# The Dawn of...
The Dawn of... es un recopilatorio publicado en 2007 por la banda japonesa Gallhammer. Este recopilatorio contiene un CD y un DVD.

## Lista de canciones

### Disco uno

#### CD
1. "Speed of Blood" – 3:05
2. "Crucifixion" – 3:35
3. "May Our Father Die" – 4:08
4. "Aloof and Proud Silence" – 4:55
5. "Hallucination" – 4:46
6. "Selfish Selfless" – 1:18
7. "Insane Beautiful Sunnyday Slaughter" – 3:43
8. "Beyond the Hate Red" – 2:42
9. "Friction" – 3:56
10. "At the Onset of the Age of Despair" – 7:12

##### Bonus tracks
1. "Crucifixion" – 3:53
2. "May Our Father Die" – 4:46

### Disco dos

#### DVD

##### 1. Okayama Pepper Land (29/07/05)
1. "Endless Nauseous Days"
2. "Blind My Eyes"
3. "May Our Father Die"
4. "Song of Fall"
5. "Hallucination"
6. "Crucifixion"

##### 2. Tokyo Shinjuku Wall (14/04/06)
1. "Song of Fall"
2. "Hallucination"
3. "Blind My Eyes"
4. "Crucifixion"

##### 3. Kawasaki Bottoms Up (02/05/06)
1. "At the Onset of the Age of Despair"
2. "Speed of Blood"
3. "Lust Satan Death"
4. "Beyond the Hate Red"

##### 4. Osaka Namba Rockets (05/02/05)
1. "Crucifixion"
2. "Blossom in the Raven River"
3. "Beyond the Hate Red"
4. "May Our Father Die"
5. "Lust Satan Death"

##### 5. Tokyo Koiwa M7 (07/07/06)
1. "Endless Nauseous Days"
2. "Beyond the Hate Red"

##### 6. Tokyo Watts (14/05/05)
1. "Crucifixion"
2. "Speed of Blood"
3. "Hallucination"

## Créditos
- Mika Penetrator – guitarra, voz
- Vivían Slaughter – bajo, voz
- Risa Reaper – batería, voz

- Datos: Q9086786